# Bissy-la-Mâconnaise
Bissy-la-Mâconnaise is een gemeente in het Franse departement Saône-et-Loire (regio Bourgogne-Franche-Comté) en telt 168 inwoners (2004). De plaats maakt deel uit van het arrondissement Mâcon.

## Geografie
De oppervlakte van Bissy-la-Mâconnaise bedraagt 4,9 km², de bevolkingsdichtheid is 34,3 inwoners per km².
De onderstaande kaart toont de ligging van Bissy-la-Mâconnaise met de belangrijkste infrastructuur en aangrenzende gemeenten.

## Demografie
Onderstaande figuur toont het verloop van het inwonertal (bron: INSEE-tellingen).